# عالیه شوکت
علیا مارتین شوکت (به انگلیسی: Alia Martine Shawkat) (زادهٔ ۱۸ آوریل ۱۹۸۹)، بازیگر آمریکایی است. وی بیشتر به خاطر نقشش در پرورش شکست‌خورده معروف است. پدر وی اصلیت عراقی دارد.
از فیلم‌های او می‌توان به ریباند، پرتقال‌ها، حرکات شبانه، فهرست کارها، بلیز، این همان چیزی است، بارت یک اتاق دارد و لحظه اشاره نمود.